# توبا

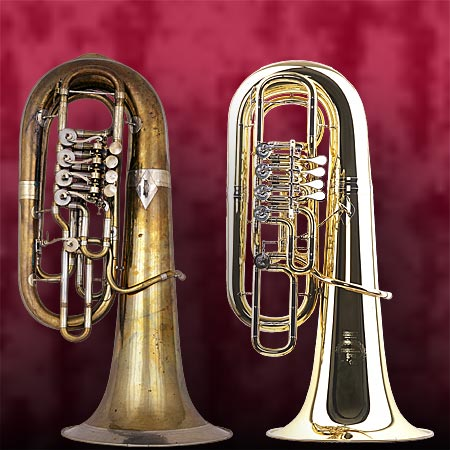
آلتا توبا (F Tuba) اليسرى من حوالي سنة 1900 واليمنى من سنة 2004

التوباأو تُوبة  هي آلة نفخ نحاسية؛ وهي أدنى آلة موسيقية في عائلة النحاس. كما هو الحال مع جميع الآلات النحاسية، يتم إنتاج الصوت عن طريق اهتزاز الشفاه في قطعة فم كبيرة. ظهرت لأول مرة في منتصف القرن التاسع عشر، مما يجعلها واحدة من أحدث الآلات في فرقة الأوركسترا الحديثة والحفلات الموسيقية.